# Ateliers Mommen
De Établissements Mommen waren een merkwaardige combinatie van fabriek, groot- en kleinhandel van kunstenaarsmaterialen, tentoonstellingsruimten en kunstenaarsateliers in het Brussel van de 19de eeuw. Ook bekend als “Cité Mommen” of “Ateliers Mommen”.
Aan de grondslag lag Félix Mommen, een Limburgse ebenist (fijnmeubelmaker) die zich specialiseerde in de productie en de verkoop van materialen voor beeldende kunstenaars. Het huis werd gesticht in 1853. De activiteiten van het Huis Mommen waren van zeer uiteenlopende aard: het bespannen van doekramen, maroufleren, inlijsten en fijnwrijven van verf.
Naast de fabricatie van het traditionele kunstenaarsmateriaal, was het huis ook gespecialiseerd in de vervaardiging en voorbereiding van doeken voor panoramaschilderijen. Zo leverde het bv. materiaal voor het Bourbakipanorama van Edouard Castres, het Caïropanorama van Émile Wauters, het Congopanorama (1903) van Paul Mathieu en Alfred Bastien en het Panorama van de Slag aan de IJzer (1922) door A. Bastien.
Het huis was in 1873 gevestigd in de Batterijstraat 32 en in 1875 verhuisde het naar de Liefdadigheidstraat 37.
Vanaf 1874 liet Félix Mommen – in diverse fasen – daar een complex optrekken waar materiaal gefabriceerd en verkocht werd en waar kunstenaars zonder atelier konden werken en wonen. Vele Belgische kunstenaars uit de 19de eeuw zoals de schilders Fernand Allard l'Olivier, Léon Frédéric, Xavier Mellery, Constantin Meunier, Pierre Paulus, Jean Portaels, Eugène Verboeckhoven, Alfred Verwee, E.Wauters, Jean Colin, Rik Wouters, Félicien Rops, Henri Evenepoel, Theo Van Rysselberghe kwamen hier. De schrijver Emile Verhaeren heeft er ook verbleven.
Félix Mommen zorgde er ook voor tentoonstellingsfaciliteiten en zo werden de Etablissements Mommen een ware ontmoetingsplaats van kunstenaars.
Andere serviceformules van het huis waren: bewaaropslagplaatsen voor kunstwerken, professioneel inpakken aan huis en transporteren van kunstwerken naar tentoonstellingen.
Na de dood van Félix Mommen in 1914 werden de activiteiten van de firma verder gezet. Rond 1950 veranderde de firmanaam in "Etablissements De Wandel"; de productie van doeken en verfkleuren werd volledig stilgelegd en men ging zich toeleggen op het vervaardigen van projectieschermen voor bioscopen. De firma bleef actief tot de jaren 1980, maar door de beperkte activiteiten werden bepaalde gebouwen verkocht. De ateliers daarentegen bleven veelal gebruikt worden door kunstenaars zoals M. Dutrieux, M. Vosch en P. Cordier. Het geheel werd beschermd als monument vanwege de historische en artistieke waarde.
Na de eeuwwisseling was er sprake van een renovatie en de daaruit voortvloeiende hogere huurprijzen dreigde de kunstenaars te verjagen (beeldende kunstenaars, cineasten en dansers). In 2010 sloot de gemeente, eigenaar van de gebouwen sinds 2004, een samenwerkingsovereenkomst met de vzw Ateliers Mommen.
De archieven van de Etablissements Mommen berusten in het Charlier Museum in Brussel.